# Левига Руслан Іванович
Русла́н Іва́нович Леви́га (31 січня 1983, Куп'янськ) — український футболіст, нападник. Захищав кольори молодіжної збірної України.

## Біографія
Народився 31 січня 1983 року в місті Куп'янську Харківської області УРСР.
Грав у командах «Шахтар-2» (Донецьк), «Сокіл-Саратов», «Борисфен» (Бориспіль), «Іллічівець» (Маріуполь), «Ворскла» (Полтава), «Чорноморець» (Одеса).
У 2003 році провів за молодіжну збірну України 2 матчі та забив 1 гол.
З 2010 по 2012 роки виступав за казахстанський «Тобол» і азербайджанський «Баку».
У 2012—2014 роках грав у першій лізі чемпіонату України за донецький «Олімпік» та охтирський «Нафтовик-Укрнафта».
5 жовтня 2014 року потрапив у автомобільну аварію на трасі Київ—Харків у 20 км від Полтави. Левига знаходився за кермом «Мерседеса», який врізався у вантажівку МАЗ, яка стояла на трасі з увімкненими габаритними вогнями. Медичний огляд виявив у Руслана легкий ступінь сп'яніння. В цій ДТП загинув екс-футболіст збірної України Сергій Закарлюка, який знаходився на пасажирському сидінні.
У 2018—2019 роках Левига виступав на окупованій Росією території України в чемпіонаті т.зв. «ДНР» за «Оплот Донбасу» та «Гвардієць».
У травні 2020 року був визнаний судом винним у ДТП 2014 року, в якій загинув Закарлюка, та засуджений до 4 років ув’язнення. Автотехнічна експертиза виявила, що в автомобіля, за кермом якого перебував Левига, було достатньо часу, щоб загальмувати або іншим способом уникнути зіткнення.
Восени 2021 року виступав за аматорський «Металург» з Куп'янська в Кубку Харківської області.